# 71971 Lindaketcham
71971 Lindaketcham è un asteroide della fascia principale. Scoperto nel 2000, presenta un'orbita caratterizzata da un semiasse maggiore pari a 2,4187320 UA e da un'eccentricità di 0,1711255, inclinata di 7,21942° rispetto all'eclittica.
L'asteroide è dedicato alla statunitense Linda Ketcham, donatrice del terreno su cui è sorto l'osservatorio di Sugarloaf Mountain.